# Suhovare
Suhovare (olaszul: Suovare) falu Horvátországban Zára megyében. Közigazgatásilag Poličnikhoz tartozik.

## Fekvése
Zára központjától légvonalban14 km-re, közúton 17 km-re északkeletre, községközpontjától 3 km-re délkeletre, Dalmácia északi részén, Ravni kotar közepén, az A1-es autópálya mellett fekszik.

## Története
Suhovare első írásos említése 1070-ben történt a zára Szent Krševan bencés kolostor birtokaként. A kolostort e birtokában 1195-ben III. Celesztin pápa, 1198-ban pedig András szlavón herceg is megerősítette. Később Durazzói Károly herceg I. Lajos magyar király nevében újra megerősíti a kolostor jogait birtokaira, köztük Suhovaréra is.
A falu 1571-ben tűzzel és vassal foglalta el a török, de 1647-ben heves ellenállás után elpusztították és kirabolták a velencei hadak, melyek várát is felégették és csak csupasz falai maradtak. A kandiai háborút lezáró béke (1669) után régi keresztény lakossága visszatért és újjáépítette a települést. Felépítették kis templomukat, majd a 18. század elején megalapították plébániájukat is, melyet 1720-ban említettek először. A 18. század végén Napóleon megszüntette a Velencei Köztársaságot. 1797 és 1805 között Habsburg uralom alá került, majd az egész Dalmáciával együtt az Első Francia Császárság része lett. 1815-ben a bécsi kongresszus újra Ausztriának adta, amely a Dalmát Királyság részeként Zárából igazgatta 1918-ig. 1857-ben 198, 1910-ben 286 lakosa volt. Ezt követően előbb a Szerb-Horvát-Szlovén Királyság, majd Jugoszlávia része lett. Lakói főként mezőgazdaságból és állattartásból éltek, de sokan dolgoztak a közeli Zárán is. A településnek 2011-ben 508 lakosa volt.

## Lakosság
| Lakosság változása | Lakosság változása | Lakosság változása | Lakosság változása | Lakosság változása | Lakosság változása | Lakosság változása | Lakosság változása | Lakosság változása | Lakosság változása | Lakosság változása | Lakosság változása | Lakosság változása | Lakosság változása | Lakosság változása | Lakosság változása |
| ------------------ | ------------------ | ------------------ | ------------------ | ------------------ | ------------------ | ------------------ | ------------------ | ------------------ | ------------------ | ------------------ | ------------------ | ------------------ | ------------------ | ------------------ | ------------------ |
| 1857               | 1869               | 1880               | 1890               | 1900               | 1910               | 1921               | 1931               | 1948               | 1953               | 1961               | 1971               | 1981               | 1991               | 2001               | 2011               |
| 198                | 178                | 229                | 256                | 275                | 286                | 362                | 406                | 442                | 496                | 595                | 724                | 669                | 891                | 651                | 508                |

## Nevezetességei
- Páduai Szent Antal tiszteletére szentelt plébániatemploma 1937-ben épült. A délszláv háború idején súlyos károkat szenvedett, de 2000-ben újjáépítették és újraszentelték. A templom egyhajós épület sekrestyével. Főoltára a háborúban súlyosan megsérült, csak nemrég újították fel. Két szobra a Lourdes-i Szűzanyát (terrakotta) és Páduai Szent Antalt (fa) ábrázolja. A homlokzat feletti harangtoronyban két harang látható. 2003-ban a templom új harangtornyot is kapott három új haranggal.[2]
- A temetőben álló Szent Antal templom 10. századi eredetű, harangépítményében egy harang látható. Főoltára kőből készült.[2]